# 麻花
麻花（マーホア、中国語: 麻花）、または麻花兒（マーホアル）は、小麦粉をこね、油で揚げて作る中国陝西省起源の菓子である。きつね色に揚がった、香ばしくさくさくした食感と甘い味が特徴である。
日本では長崎県の長崎新地中華街や神奈川県横浜中華街などに製造業者があり、「よりより」、「唐人巻」（とうじんまき）、「麻花巻」、「ねじりんぼう」などとも呼ばれる。

## 作り方
小麦粉に水、砂糖、少量の塩と膨張剤を加えてこね、棒状にひき伸ばした後で、半分に折ってねじり、油でじっくりと揚げる。揚げたあとで、砂糖をまぶすものとまぶさないものがある。

## 大麻花
大麻とは関係なく、「大きな麻花」の意。通常の麻花とは違い揚げパンのような柔らかい食感である。

## 天津大麻花
天津の名物菓子。大きいものでは50cm程度のものがあり、砂糖をまぶしただけでなく、氷砂糖や金平糖が表面に挟み込まれているものもある。
范貴才、范貴林という兄弟が始めた、老舗の「桂發祥」（けいはつしょう）のものが有名。天津の大沽南路十八街という場所にあったため、「十八街」が愛称となっている。油で揚げてあるが、1ヵ月以上湿ったりせず、風味がなかなか落ちない点にも人気がある。
単に1本の生地をねじったものではなく、中心にゴマ、クルミ、カボチャの種、ウメの実の砂糖煮、キンモクセイの砂糖煮などを混ぜた、芯となる生地があり、少し複雑になっているのが特徴。「什錦夾餡麻花」ともいう。

## 作品の中の麻花

### 映画
- 麻花売りの女 - 1994年中国・香港合作

### アニメ
- 重神機パンドーラ